# ناررکاتی
ناررکاتی (به لاتین: Narerkati) یک روستا در بنگلادش است که در استان باریسال و در ناحیه پیروج‌پور واقع شده است.